# Евсеев день
Евсе́ев день — день в народном календаре у славян, приходящийся на 24 апреля (7 мая). Название происходит от имени святого Евсевия, одного из Никомедийских мучеников.

## Другие названия дня
рус. Евсей, Евсей — овсы отсей, Савва, Савва Стратилат; бел. Алісей, Аўсей, Сава, Валянцін, Лявон, Тамаш, Лізавета, Альжбета, Аляксей; болг. Ранопо́лия, По́ле-ра́ни, Ра́ни-по́ле, На́пус, Ра́зпус, Гергьо́в брат, Храниполе; болг. и макед. Напус, Распус; серб. Св. Сава Стратилати[страница не указана 3253 дня], Пољоранина.
В этот день Русской православною церковью почитаются святые в том числе мученик Евсевий, Савва, Елизавета.

## Обряды  и поверья
Считалось, что людей этот день «гнуло к земле», к человеку приставала «маета». Девятая Елизавета помогала от тяжести избавиться. Ей о том молились и умывались святой водой.
У болгар существовало поверье, что у святого Георгия есть сестра по имени Ранополия, день которой отмечался сразу же после дня св. Георгия. Бытует предание, что сестра зовёт брата, когда он танцует хоро, напоминая ему, что пора обходить поля и полить их росой и дождём, чтобы взошли посевы.
В некоторых пловдивских сёлах этот день известен как Гергюв брат, то ест брат Георгия, причём этого «брата» считают хранителем полей и посевов.
Болгары считали, что на Ранополию нужно обязательно съесть немного ягнячьего мяса (курбана).
Словаки и чехи считают, что 24 апреля, когда они отмечают Юрьев день (чеш. Svatý Jiří), земля открывается, выползают змеи и другие животные, которые в ней зимовали. Раньше возжигали юрские костры, чтобы уберечь себя от болезней и чар.

## Поговорки и приметы
- Когда на дороге грязь, тогда — овёс князь[13].
- Овёс должно сеять дня за два после или до наступления полнолуния и никогда во время затмения (Воронежская губ.)[13].
- Савва — кончается хлеб и корм, начинается голодный май[14].